# Pic du Choco
Veniliornis chocoensis
Espèce
Statut de conservation UICN

 NT  : Quasi menacé
Le Pic du Choco (Veniliornis chocoensis) est une espèce d'oiseau de la famille des Picidae. Son aire s'étend sur la région du Chocó (ouest de la Colombie et nord-ouest de l'Équateur).
C'est une espèce monotypique (non subdivisée en sous-espèces).